# メナカ州
メナカ州（メナカしゅう、フランス語: Région de Ménaka）は、マリ共和国の州のひとつ。州都はメナカ。北をキダル州、東から南にかけてニジェール、西をガオ州と接する。
2011年12月14日、行政区画再編計画に伴い国民議会において新州創設案が採択され、ガオ州からの分離が決定された。2012年4月6日のアザワド独立宣言から始まった騒乱によって延期され、2016年1月19日に発足した。

## 下位行政区画
2023年2月以降、6つの圏（Circle）に分かれている。圏の下は18郡、25コミューン、276村・フラクスィオン・カルティエの順に細分化されている。
1. メナカ圏（Ménaka）
2. ティダメヌ圏（Tidermène）
3. イネカール圏（Inékar）
4. オンドラムブーカーヌ圏（Andéramboukane）
5. アヌザグレーネ圏（Anouzagrène）
6. インラマワネ圏（Inlamawane (Fanfi)）

2012年の法案では4つの圏と9つのコミューンで成り立つとされた。
- メナカ圏（Ménaka）：メナカ中央（Ménaka central）、Infourkaraïtane
- オンドラムブーカーヌ圏（英語版）（Andéramboukane）：オンドラムブーカーヌ中央（Andéramboukane central）、アザワク（Azawak）
- イネカール圏（英語版）（Inékar）：イネカール中央（Inékar central）、Ilamawane（Fanfi）
- ティダメヌ圏（英語版）（Tidermène）：ティダメヌ中央（Tidermène central）、アラタ（Alata / Sahen）、Tedjarerte